# Gymnopleurus fulgidus
Gymnopleurus fulgidus là một loài bọ cánh cứng trong họ Bọ hung (Scarabaeidae).